# Marco Grüll
Marco Grüll (Schwarzach im Pongau, 6 luglio 1998) è un calciatore austriaco, attaccante del Werder Brema e della nazionale austriaca.

## Caratteristiche tecniche
È un'ala sinistra.

## Carriera

### Club
Inizia la propria carriera nel Pfarrwerfen, club militante nelle divisioni dilettantistiche austriache, dove gioca due stagioni fra il 2013 ed il 2015; successivamente passa al St. Johann militante in Regionalliga dove debutta il 29 agosto in occasione dell'incontro perso 1-0 contro l'Eugendorf. Nel corso delle stagioni trova sempre più spazio nella formazione titolare riuscendo a concludere la stagione 2017-2018 per la prima volta in doppia cifra. Nel 2018 si mette in mostra realizzando 19 reti in 17 incontri nella prima parte di stagione, attirando l'interesse dei club delle categorie superiori; nel mercato invernale del 2019 passa a titolo definitivo al Ried.
Il 24 febbraio debutta in 2. Liga contro il Vorwärts Steyr ed il 15 marzo va a segno contro il Liefering nell'ampia vittoria per 6-2; al termine della stagione 2019-2020 vince il campionato ottenendo la promozione in Bundesliga. Esordisce nella massima divisione austriaca il 13 settembre nel match vinto 3-2 contro il WSG Swarovski Tirol dove realizza il calcio di rigore dal momentaneo 1-1.
Il 10 febbraio 2021 si accorda con il Rapid Vienna a partire dalla stagione 2021-2022.
Il 5 febbraio 2024 viene annunciato che lui si sarebbe unito al Werder Brema a partire dal 1º luglio.

### Nazionale
Ha giocato nelle nazionali giovanili austriache Under-20 ed Under-21.
Il 4 ottobre 2021 riceve la sua prima convocazione in nazionale maggiore in sostituzione di calciatori infortunati. Debutta 8 giorni dopo, partendo titolare, in occasione della sconfitta per 1-0 in casa della Danimarca.
Nel marzo del 2024 il commissario tecnico Ralf Rangnick lo ha temporaneamente escluso dalle convocazioni in nazionale, assieme a Guido Burgstaller e Niklas Hedl, dopo che il 26 febbraio 2024 i tre calciatori del Rapid Vienna sono stati filmati mentre rivolgevano insulti omofobi nei confronti dell'Austria Vienna durante i festeggiamenti per la vittoria del derby.

## Statistiche

### Presenze e reti nei club
Statistiche aggiornate al 20 marzo 2022.
| Stagione           | Squadra            | Campionato         | Campionato | Campionato | Coppe nazionali | Coppe nazionali | Coppe nazionali | Coppe continentali | Coppe continentali | Coppe continentali | Altre coppe | Altre coppe | Altre coppe | Totale | Totale | Totale |
| Stagione           | Squadra            | Comp               | Pres       | Reti       | Comp            | Pres            | Reti            | Comp               | Pres               | Reti               | Comp        | Pres        | Reti        | Pres   | Reti   |        |
| ------------------ | ------------------ | ------------------ | ---------- | ---------- | --------------- | --------------- | --------------- | ------------------ | ------------------ | ------------------ | ----------- | ----------- | ----------- | ------ | ------ | ------ |
| 2013-2014          | Pfarrwerfen        | 4D                 | 24         | 2          |                 | -               | -               |                    | -                  | -                  |             | -           | -           | 24     | 2      |        |
| 2014-2015          | Pfarrwerfen        | 5D                 | 25         | 11         |                 | -               | -               |                    | -                  | -                  |             | -           | -           | 25     | 11     |        |
| Totale Pfarrwerfen | Totale Pfarrwerfen | Totale Pfarrwerfen | 49         | 13         |                 | -               | -               |                    | -                  | -                  |             | -           | -           | 49     | 13     |        |
| 2015-2016          | St. Johann         | RL                 | 24         | 8          | CA              | 1               | 0               |                    | -                  | -                  |             | -           | -           | 25     | 8      |        |
| 2016-2017          | St. Johann         | RL                 | 29         | 8          | CA              | 1               | 0               |                    | -                  | -                  |             | -           | -           | 30     | 8      |        |
| 2017-2018          | St. Johann         | RL                 | 29         | 15         | CA              | 1               | 0               |                    | -                  | -                  |             | -           | -           | 30     | 15     |        |
| 2018-gen. 2019     | St. Johann         | RL                 | 17         | 19         | CA              | 0               | 0               |                    | -                  | -                  |             | -           | -           | 17     | 19     |        |
| Totale St. Johann  | Totale St. Johann  | Totale St. Johann  | 99         | 50         |                 | 3               | 0               |                    | -                  | -                  |             | -           | -           | 102    | 50     |        |
| gen.-giu. 2019     | Ried               | 1L                 | 15         | 6          | CA              | 0               | 0               |                    | -                  | -                  |             | -           | -           | 15     | 6      |        |
| 2019-2020          | Ried               | 1L                 | 29         | 13         | CA              | 3               | 1               |                    | -                  | -                  |             | -           | -           | 32     | 14     |        |
| 2020-2021          | Ried               | BL                 | 31         | 11         | CA              | 2               | 0               |                    | -                  | -                  |             | -           | -           | 33     | 11     |        |
| Totale Ried        | Totale Ried        | Totale Ried        | 75         | 30         |                 | 5               | 1               |                    | -                  | -                  |             | -           | -           | 80     | 31     |        |
| 2021-2022          | Rapid Vienna       | BL                 | 24         | 7          | CA              | 4               | 2               | UCL+UEL+UECL       | 2+10+2             | 0+4+1              |             | -           | -           | 42     | 14     |        |
| Totale carriera    | Totale carriera    | Totale carriera    | 247        | 100        |                 | 12              | 3               |                    | 14                 | 5                  |             | -           | -           | 273    | 108    |        |

### Cronologia presenze e reti in nazionale
| Cronologia completa delle presenze e delle reti in nazionale ― Austria | Cronologia completa delle presenze e delle reti in nazionale ― Austria | Cronologia completa delle presenze e delle reti in nazionale ― Austria | Cronologia completa delle presenze e delle reti in nazionale ― Austria | Cronologia completa delle presenze e delle reti in nazionale ― Austria | Cronologia completa delle presenze e delle reti in nazionale ― Austria | Cronologia completa delle presenze e delle reti in nazionale ― Austria | Cronologia completa delle presenze e delle reti in nazionale ― Austria |
| Data                                                                   | Città                                                                  | In casa                                                                | Risultato                                                              | Ospiti                                                                 | Competizione                                                           | Reti                                                                   | Note                                                                   |
| ---------------------------------------------------------------------- | ---------------------------------------------------------------------- | ---------------------------------------------------------------------- | ---------------------------------------------------------------------- | ---------------------------------------------------------------------- | ---------------------------------------------------------------------- | ---------------------------------------------------------------------- | ---------------------------------------------------------------------- |
| 12-10-2021                                                             | Copenaghen                                                             | Danimarca                                                              | 1 – 0                                                                  | Austria                                                                | Qual. Mondiali 2022                                                    | -                                                                      | 83’                                                                    |
| 12-11-2021                                                             | Klagenfurt am Wörthersee                                               | Austria                                                                | 4 – 2                                                                  | Israele                                                                | Qual. Mondiali 2022                                                    | -                                                                      | 89’                                                                    |
| 15-11-2021                                                             | Klagenfurt am Wörthersee                                               | Austria                                                                | 4 – 1                                                                  | Moldavia                                                               | Qual. Mondiali 2022                                                    | -                                                                      | 81’                                                                    |
| 29-3-2022                                                              | Vienna                                                                 | Austria                                                                | 2 – 2                                                                  | Scozia                                                                 | Amichevole                                                             | -                                                                      | 60’                                                                    |
| 4-6-2024                                                               | Vienna                                                                 | Austria                                                                | 2 – 1                                                                  | Serbia                                                                 | Amichevole                                                             | -                                                                      | 62’                                                                    |
| 23-3-2025                                                              | Belgrado                                                               | Serbia                                                                 | 2 – 0                                                                  | Austria                                                                | UEFA Nations League 2024-2025 - Play-off                               | -                                                                      | 46’                                                                    |
| 10-6-2025                                                              | Serravalle                                                             | San Marino                                                             | 0 – 4                                                                  | Austria                                                                | Qual. Mondiali 2026                                                    | -                                                                      | 63’                                                                    |
| Totale                                                                 |                                                                        | Presenze                                                               | 7                                                                      |                                                                        | Reti                                                                   | 0                                                                      |                                                                        |

## Palmarès
- Campionato austriaco di seconda divisione: 1

Ried: 2019-2020